# Ronan Tito
Ronan Tito de Almeida (Pratinha, 22 de agosto de 1931 — Belo Horizonte, 10 de abril de 2025) foi um empresário e político brasileiro que foi deputado federal e senador por Minas Gerais.
Filiou-se ao MDB no início dos anos 1970 e elegeu-se deputado federal em 1978 e 1982 e nesse ínterim já estava no PMDB compondo o diretório estadual. Secretário do Trabalho e Ação Social do governo Tancredo Neves, manteve o cargo nos primeiros meses do governo Hélio Garcia, afastando-se para votar em Tancredo Neves no Colégio Eleitoral em 1985 na vitória da oposição sobre Paulo Maluf, o candidato governista. Em 1986 foi eleito senador substituindo Fernando Henrique Cardoso como líder do PMDB visto que o senador paulista deixou o partido para fundar o PSDB. Foi presidente da Fundação Ulysses Guimarães entre 1993 e 1995. Vencido no primeiro turno ao buscar o governo mineiro em 1990, perdeu também a eleição para deputado federal em 1998.
No plano nacional abriu as portas do Senado para prefeitos e governadores, como articulador da lei que regulamentou a Constituição Federal, e garantiu o pagamento dos royalties de mineração e da geração de energia elétrica. Ele também deixou a marca de seu idealismo realizador como autor do projeto de lei que criou o avançado Estatuto da Criança e do Adolescente (ECA) e foi o coordenador e co-autor do Código de Defesa do Contribuinte.

## Biografia
Filho de Edmar Tito de Almeida e Rosa Pereira de Almeida, Ronan fez o curso secundário no Colégio Anchieta, em Belo Horizonte. Mais tarde, cursou a graduação de economia na Universidade Federal de Uberlândia (MG), a qual não concluiu. Católico praticante, ligado à Conferência Nacional dos Bispos do Brasil e simpatizante da ala progressista da Igreja, Ronan trabalhou como cobrador de ônibus, motorista de caminhão e comerciário.
Antes de tornar-se fazendeiro, trabalhou também como valete no famoso Grande Hotel de Araxá, na cidade de Araxá.
Foi comerciante, caminhoneiro e fazendeiro tornando-se empresário. Entre os anos de 1968 e 1969, foi presidente da Associação Comercial e Industrial de Uberlândia (MG) e, em 1970, tornou-se membro do conselho curador da Universidade Federal de Uberlândia, função que exerceu por três anos. De 1970 a 1972 foi vice-presidente da Federação de Indústrias de Minas Gerais. Teve dois filhos com sua esposa, Laís de Almeida. e membro do conselho curador da Universidade Federal de Uberlândia, embora não tenha concluído o curso de Economia.
Em 1972, em seu último ano como vice-presidente da Federação das Indústrias de Minas Gerais, filiou-se ao Movimento Democrático Brasileiro (MDB), partido opositor ao Regime Militar instituído no Brasil desde abril de 1964. Em 1973 foi eleito presidente do diretório do MDB em Uberlândia, onde candidatou-se a uma vaga na Câmara dos Deputados em novembro de 1978. Em fevereiro do ano seguinte, iniciou seu mandato integrando-se à comissão de Ciência e Tecnologia. Em 1980 filiou-se ao Partido do Movimento Democrático Brasileiro, que reunia a maioria dos políticos que restaram do antigo MDB, extinto após o fim do bipartidarismo instaurado pelo Regime Militar.
No biênio 1980-1981, foi titular da Comissão de Fiscalização Financeira e Tomada de Contas. No mesmo intervalo de tempo, foi suplente da Comissão de Agricultura e Política Rural. Durante sete anos, foi colaborador do Jornal Primeira Hora, sediado em Uberlândia. Na Câmara dos Deputados, participou de inúmeras comissões parlamentares de inquérito (CPIs), como a que investigou a conjuntura do Patrimônio Histórico e Artístico Nacional. Ocupou por dois anos (1982-1984) o cargo de membro do diretório regional do PMDB em Minas. Na eleição seguinte, de 1982, foi reeleito deputado federal, onde integrou como titular na Comissão do Interior. No governo Tancredo Neves (1983-1984) e Hélio Garcia (1984-1987), exerceu o cargo de secretário estadual de Trabalho e Ação Social. Em seu mandato, criou programas de assistencial social em comunidades.
Pelo PMDB, concorreu ao cargo de governador pelo estado de Minas Gerais, porém, perdeu para Newton Cardoso. Com o suporte de sua base eleitoral peemedebista, candidatou-se a senador constituinte, sendo eleito principalmente na região de Uberlândia, conhecida como Triângulo Mineiro. Nesta região, Ronan tinha apoio principalmente do setor rural, formado por pequenos trabalhadores e agropecuaristas. Acabou sendo o senador mais votado de Minas Geras, contabilizando 1.6 milhão de votos. No início de 1987, pôs fim a sua passagem pela Câmara, assumindo o cargo de Senador.
Com a saída de Fernando Henrique Cardoso do PMDB, Tito assumiu como líder na bancada peemedebista no Senado. Mesmo sendo um forte defensor de uma unidade política dentro do PMDB, Ronan também propunha uma maior comunicação com o governo em exercício, de José Sarney. Em uma nova tentativa para o Governo de Minas, abandonou o cargo dentro do Senado. Conquistou a quinta posição no primeiro turno e, com a derrota, reassumiu seu cargo de senador.
A bancada peemedebista do Senado redigiu um documento no qual defendiam que Ronan assumisse o cargo de vice-presidente do partido em âmbito nacional, sendo Orestes Quércia o candidato à Presidência pelo PMDB nas eleições de outubro. Contudo, o esforço dos senadores não foi bem-sucedido. Íris Resende assumiu a vice-presidência do partido e concorreu ao lado de Quércia. Ronan deixou o Senado no início de 1995, não tentando uma possível reeleição. Em 1998, foi candidato à Câmara dos Deputados pelo PMDB de Minas Gerais, mas não obteve êxito. Mesmo com as tentativas frustradas, o ex-senador passou a dedicar-se a consultorias e à prática de lobby.

## Morte
Morreu no dia 10 de abril de 2025, vítima de problemas de saúde.

## Propostas[3][5]
Nas principais votações da Constituinte, o político se posicionou contra:
- Pena de morte;
- Presidencialismo;
- Mandato de 5 anos para José Sarney;
- Legalização do jogo do bicho;
- Aborto.

Ronan se posicionou/votou à favor:
- Mandato de segurança coletivo;
- Aviso prévio proporcional;
- Unicidade sindical;
- Soberania popular;
- Voto facultativo para menores a partir de 16 anos.

Foi o autor das seguintes emendas:
- Revisão constitucional após cinco anos de vigência da nova Carta (aprovada);
- Proposta de excluir da Constituição o conceito de "direito adquirido" (negada).

## Condecorações
- Medalha do Mérito Aeronáutico Santos Dumont e da Inconfidência (MG);[5]
- Medalha Augusto Cezar;[5]
- Mérito Legislativo da Assembleia de MG;[5]
- Premiado pelo Governo de Minas Gerais por ter sido precursor no plantio de eucalipto, soja e café no cerrado;[5]
- Mérito Legislativo da Câmara Municipal de Belo Horizonte.[5]